# Lacko in Krefli

Lacko in Krefli so socialnorealistična kmečka drama Ivana Potrča. Deloma je izšla leta 1949 pri Slovenskem knjižnem zavodu.

## Osebe
- Jura Krefl, kmet, vdovec,
- Franček, na pol doštudiran Kreflov sin,
- Milika,
- Lizika,
- Santa,
- stric Janža,
- Treza,
- Vilčnik.

## Obnova

### 1. dejanje
Lizika pride domov, klepeta tjavendan, v resnici pa spretno provocira Milico in Frančka, da bi čim več zvedela. Zunaj je polno vojaštva, Nemci delajo hajko na legendarnega Lacka; partizane je izdal Vilčnik, obkolili so jih in jih večino pobili, Lacko pa je ušel, čeprav ranjen. Lizika izvleče iz Milike, da imajo skrivališče v kleti, da so skrivali ranjenega Lacka, da sestra Lacka ljubi ... Pride Šanta, ki se je skrival v Vilčnikovem hramu, in pove, da je Vilčnik odkril Lacka in ga šel naznanit. Milka in Franček sta vsa iz sebe, oče Krefl se posveča pijači in dekli Trezi, s katero ima otroka, in noče o politiki nič slišati; treba se je potuhniti, dokler ujma ne mine, oni bodo šli, mi pa ostanemo - Krefli so bili in bodo. Franček prinese strašno novico, da ženejo Lacka. Takoj zatem pride Vilčnik, njegovo vedenje do Frančka je grozeče in polno sumov. Franček sklene, da bo Vilčnika likvidiral.

### 2. dejanje
Lizika sili v Šanta: nekaj je treba narediti. Šanta v hosto noče, tam poka, pred Nemci se skriva, ker ga iščejo zaradi kriminala, oba pa skrbi grunt, da se ne bi dekla vsedla nanj, ko bodo Krefle zaprli, ali pa bi Nemci požgali, ko sta se Milka in Franček tako neumno zapletla z Lackom. Milika pride povedat, da so Nemci v vasi, odvažajo ljudi. Lizika je prepričana, da izdaja Lacko, saj ga hudo mučijo; da je ne bi gledali preveč postrani, gre na njivo pomagat, Šanta pa se skrije v kamro, od koder sliši Frančka, ki Milika razlaga načrt za osvoboditev  Lacka. Franček je nestrpen, rad bi kaj storil, Milika pa se ne more odtrgati od očeta in grunta. Medtem se je eden od sosedov vrgel s kamiona, Nemec pride po vrv in primora Jura, da soseda zveže, kar Jura strašno prizadene.

### 3. dejanje
Šanta je izdal partizanski načrt za osvoboditev Lacka, gestapo je okoli hiše postavil zasedo. Z Liziko računata, da bodo Krefle zaprli, onadva pa bosta dobila grunt. - Krefl obupuje, otroci so podminirali  Kreflovino, iz nje so naredili bunker, izdali so jo, namesto da bi jim bila cilj in smisel kakor vsem rodovom poldrugo stoletje nazaj. Krefl položaju ni kos, zato ubere običajno pot: s stricem se zapijeta. Medtem se Franček oboroži do zob, čaka na znamenje za odhod. Liza se tako boji za svojo kožo, da nagovori moža, naj gre kar koj po Nemce, sicer bodo "banditi" (Franček) prej ušli. - Pijani Krefl razlaga svojo kmečko modrost, češ, udarili bomo, a ko bo čas za to; tedaj pride vest, da so Lacka ustrelili. Sredi vsega tega gorja se Lizika in Treza divje spopadeta za grunt, vmes plane Franček z novico, da so Vilčniku sodili partizani, in že so pred hišo Nemci. Milika in Franček zbežita skozi bunker v hosto, še prej Franček ustreli Šanta, ki ju skuša zadržati. Ko Nemci vdro v hišo, jim Lizika tuleč kaže odprtino bunkerja, češ tod so zbežali banditi. Krefl pa luknjo s svojim telesom zakrije: "Kdo je zbežal? Krefli smo tu!"

## Uprizoritve
- SNG Drama Maribor, premiera: 3. junij 1948
- SNG Ljubljana, premiera: 26. februar 1949
- Prešernovo gledališče Kranj, premiera 1. julij 1949